# 26703 Price
26703 Price este o planetă minoră (asteroid), cu un diametru de 2,818 km, din centura de asteroizi. A fost descoperită pe 23 martie 2001 la Stația Anderson Mesa de Lowell Observatory Near-Earth-Object Search. 
Obiectul prezintă o orbită caracterizată de o semiaxă mare de 2,5723839 UAi, o excentricitate de 0,18, o înclinație de 9,90297 ° în raport cu ecliptica.